# Llista de bisbes i arquebisbes d'Albi
La llista de bisbes i arquebisbes d'Albi és la que segueix a sota. La diòcesi d'Albi fou creada probablement el segle iii i posteriorment fou sufragània de la de Bourges. Estava limitada al nord per la de Rodès, a l'est per les de Vabres i Besiers, al sud per les de Sant Pons, Carcassona i Sant Papul i a l'oest per les de Tolosa, Montauban i Caors. El 1327 va perdre part del seu territori quan es va crear la diòcesi de Castres. El 3 d'octubre de 1678 el bisbat fou erigit en arquebisbat. D'acord amb el concordat del 15 de juliol de 1801 fou suprimit el 29 de novembre següent i el seu territori agregat a la diòcesi de Montpeller; l'arquebisbat fou restaurat el 6 d'octubre de 1822 i declarat metropolità. El seu nom oficial des del 17 de febrer de 1922 fou Albi-Castres-Lavaur en absorbir aquestos dos darrers bisbats (Castres i La Vaur) que foren suprimits. El 16 de desembre de 2002 va deixar de ser metropolità i va passar a ser sufragani de l'arquebisbat de Tolosa.

## Llista de bisbes
- Sant Clar (Clarus), tradicionalment considerat el fundador
- Antim (Anthimus), deixeble de l'anterior
- vers 406: Diogenià (Diogenianus)
- vers 451: Anemi (Anemius)
- vers 506: Sabí (Sabinus)
- vers 549: Ambròs (Ambrosius)
- vers 571[1] o 580[2]-584: sant Salvi (Salvius)
- vers 585: Desideri (Desiderius)
- vers 614: Fredemond[3] (es tractaria en realitat de Teofrid d'Amiens)
- 625-647: Constanci (Constantius)
- vers 663[1]-664: Didó (Dido)
- vers 647 o 673[4][1]-675 Ricard (Richardus o Ricardusus)
- 692-† 30 de maig del 698: Citruí (Citruinus), abat de Castres.
- vers 700:[2] Sant Amarant de Moissac (Amarandus), abat de Moissac.
- 722-725: Hug I (o Hugo)
- vers 734: Joan I (Joannes)
- vers 812: Verdat (Verdatus)
- vers 825: Guilleme I (Guilielmus)
- vers 844: Balduí (Balduinus)
- vers 854: Pandevi (Pandevius)
- ?: Agambert[5] (Agambertus)
- 869-879 sant Llop (Lupus)
- vers 886-17 de novembre de 886: Eloi (Eligius)
- 887-891: Adolen (Adolenus)
- vers 920:[6] Godebric[7] o Goloderic[8] (Godericus, Golodericus o Godalricus)
- vers 921: Patern (Paternus)
- vers 936: Angelví (Angelvinus)
- 941-942: Miró (Miron)
- 961-967: Bernat I (Bernardus)
- vers 972: Frotari (Froterius o Frotarius)
- ?: Honorat I[9] (Honoratus)
- 975-987[2] o 990:[1] Ameli I (Amelius)
- vers 990: Ingelbí (Ingelbinus)
- vers 992: Honorat II (Honoratus)
- vers 998: Amblard (Amblardus)
- vers 1019[1] o 1020[2]-vers 1031[1] o 1040:[2] Ameli II o Emili (Amelius o Aemilius)
- 1040-5 d'agost de 1054: Guillem II  (Guilielmus)
- ?: Aldegari[10] (Aldegarius)
- 1062-1079: Frotard[11] (Frotardus)
- 1079-1090: Guillem III de Poitiers (Guilielmus)
- vers 1096: Gautier (Gualterius)
- 1098-1099: Hug II (Hugo)
- vers 1101: Rigal I[12]
- vers 1100-1103: Adelgari I (Adelgarius)
- vers juin 1103-vers 1105:[2] Arnau I de Cessenon[13] o Armand,[7] (Arnoldus de Cassenon)[8])
- vers 1108 o 1109-1110: Adelgari II de Penne[14] (Adelgarius)
- 1115: Sicard (Sicardus)
- 1115-1125: Bertran I (Bertrandus)
- 1125-1132: Humbert de Géraud (Humbertus Geraldi)
- 1135[1] o 1136[2]-1143: Hug III (Hugo)
- 1143[2] o 1144[1]-1155[2] o 1156:[1] Rigal II (Rigaldus)
- 1157-1174:[15] Guillem IV de Pierre (Guilielmus)
- vers 1176: Gerard I (Géraud) (Gerardus o Girardus)
- vers 1183: Claudi I d'Àndria[7][8])
- 1185-1227: Guillem V de Pierre de Brens (Guilielmus Petri) († 1230)
- 24 d'abril 1228-vers 1254: Duran (Durandus)
- Agost del 1254-vers 1271: Bernat II de Combret (Bernardus)
- 1271-1276: vacant
- 7 de març del 1276-1308: Bernat III de Castanet (Bernardus) (cardenal el 1316)
- 1308-† 21 de setembre del 1311: Bertran II de les Bordes, cardenal el 1310 (Bertrandus Bordis)
- 1311-1314: Gerald II (Geraldus)
- 12 mars 1314-† 1333: Berald de Farges, cardenal (Beraldus de Fargis)
- 1334-1336: Pere I de la Via (Petrus de Via)
- 26 de juliol de 1336 - † 28 de novembre de 1337: Bernat IV de Camiat (Bernadus Camiati)
- 3[2] o 16[1] de desembre de 1337-† 18 de desembre de 1338: Guilleme VI Court (Guilielmus Curti), cardenal el 1310
- 27 de gener de 1339-1350: Peitavin de Montesquiou, cardenal el 17 de desembre de 1350) († 1 de febrer de 1356)
- 10 de juliol de 1351-† novembre o desembre de 1354: Arnau II Guillem (Arnaldus Guilielmi)
- 18 d'octubre de 1355-† 11 de març de 1379: Hug IV Albert (Hugo Auberti o Hugo Alberti)
- 1379-1382: Dominic I de Florència (Dominicus)
- 24 de juliol de 1382 - † 1383: Joan II de Saya o Joan d'Albi (Joannes)
- 1383 - † 15 d'octubre de 1392: Guillem VII de la Voulte (Guilielmus)
- 1386[1]-1392[1] o 1393:[2] Pere II (Petrus), competidor del precedent.[16]
- 1392 o 1393 o 1397[17]-setembre 1410: Dominic I de Florència (Dominicus), segona vegada.
- setembre de 1410-agost o setembre de 1434: Pere III de Neveu (Petrus)
- 19 de desembre de 1435-† 11 de novembre de 1462: Bernat V de Cazilhac[7] o Cazillac,[8] (Bernardus)
- 1435-† 1462: Robert d'Alvèrnia o Robert I Delfí (Robertus), competidor del precedent; el cisma va durar 26 anys.[18]
- 10[1] o 19[2] de desembre de 1462-novembre[2] o † 10 de desembre[1] 1473: cardenal Joan III Jouffroy (Joannes)
- 24 de gener de 1474-1502: Lluís I d'Amboise (Ludovicus) (abdica el 1502, † a Lió l'1 de juliol de 1503)
- 1502[2] o 1503[1]-1510: Lluís II d'Amboise, cardenal el 1507, nebot de l'anterior († 1517).
- desembre de 1510[19]-† 9 août 1515: Carles I Robertet.
  - 1510-1513: Cardenal Robert de Guibé (administrador apostòlic)
  - 1513-† 14 de març de 1515: Giulio de' Medici, (administrador apostòlic)
- 1515-† 26 de maig de 1518: Joan Jaume Robertet,
- 1519-† 24 de juliol[1] o 24 de setembre[2] de 1523: Cardenal Adrien Gouffier de Boissy
- 1 d'agost de 1523[1] o 19 de juny de 1524[2]-† 9 setembre o 9 d'octubre de 1528: Aymar de Gouffier
  - 19 d'octubre de 1528-† 9 de juliol de 1535: cardenal Antoine Duprat (o Antoine du Prat), canceller de França. (administrador apostòlic)
  - 1535 - † 18 de maig de 1550: Cardenal Joan IV de Lorena  (administrador apostòlic)
  - 1550-1561: Lluís de Lorena-Guisa (1527-1578) abans bisbe de Troyes com Lluís II de Lorena-Guisa del 1545 al 1550, i després arquebisbe de Sens del 1560 al 1562 i de Metz del 1568 al 1578. (administrador apostòlic)
  - 1561-1567: Cardenal Lorenzo Strozzi (ou Laurentius) (administrador apostòlic)
- 10 de juny de 1568-† 30 de juny de 1574: Philippe de Rodolfis
- 1575-† 28 de juliol de 1588: Julià de Médicis
- Agost del 1588 - † 8 de febrer de 1608: Alfons I d'Elbène
- 1608-1635: Alfons II d'Elbène († 9 de gener de 1651)
- 28 de gener de 1635-† 25 de juliol de 1676: Gaspard de Daillon du Lude
- 1676-3 d'octubre de 1678: Hyacinthe Serroni

## Llista d'arquebisbes
- 3 d'octubre de 1678 - † 7 de gener de 1687: Hyacinthe Serroni, elevat a arquebisbe.
- 18 de gener de 1687-15 d'agost de 1703: Carles II Le Goux de La Berchère
- 15 d'agost de 1703-3 de novembre de 1719: Henri de Nesmond.
- 5 de novembre de 1719-† 15 d'abril de 1747: Armand Pierre de La Croix de Castries.
- 1 de maig de 1747-25 d'abril de 1759: Dominique II de La Rochefoucauld, cardenal l'1 de juny de 1778
- Abril de 1759-15 de maig de 1764: Léopold-Charles de Choiseul-Stainville després arquebisbe de Cambrai
- 27 de maig de 1764-1790: François-Joachim de Pierre de Bernis, cardenal el 26 de juny de 1769), titular nominal fins a la seva mort el 2 de novembre de 1794.
- 3 d'abril de 1791-vers 1802: Jean-Joachim Gausserand, bisbe constitucional del Tarn.
- 29 de novembre de 1801-6 d'octubre de 1822: Seu suprimida. François de Pierre de Bernis fou titular nominal entre el 2 de novembre de 1794 i el 2 de març de 1802, i després coadjutor del 2 de març de 1802 al 8 d'agost de 1817) († 4 de febrer de 1823).
- 8 d'agost de 1817[20]-† 25 de febrer de 1833: Carles III Brault
- 18 de març de 1833-† 16 de juny de 1842: François-Marie-Edouard de Gualy
- 15 de juliol de 1842-† 20 de novembre de 1864: Jean-Joseph-Marie-Eugène de Jerphanion
- 4 de desembre de 1864-† 24 de desembre de 1875: Jean-Paul-François-Félix-Marie Lyonnet
- 17 de gener de 1876-† 24 de juliol de 1884: Etienne-Emile Ramadié
- 22 de setembre de 1884-† 23 de març de 1899: Jean-Emile Fonteneau
- 7 de desembre de 1899-† 18 de març de 1918: Eudoxe-Irénée-Edouard Mignot
- 18 de març de 1918-† 30 de gener de 1940: Pierre-Célestin Cézerac
- 11 de maig de 1940-† 10 de març de 1956: Jean-Joseph-Aimé Moussaron
- 5 de gener de 1957-† 2 d'agost de 1961: Jean-Emmanuel Marquès
- 4 de desembre de 1961-15 de juny de 1974: Claude Dupuy
- 15 de juny de 1974-13 d'abril de 1985: Robert II Coffy (Robert-Joseph Coffy)
- 17 de març de 1986-† 12 de desembre de 1988: Joseph Rabine (Joseph-Marie-Henri Rabine)
- 8 d'abril de 1989-† 7 d'octubre de 1999: Roger Meindre (Roger-Lucien Meindre)
- 13 de juliol del 2000-14 de maig de 2010: Pierre-Marie Carré(Pierre-Marie-Joseph Carré)
- 2 de febrer del 2011- : Jean Marie Henri Legrez